# ادی هورلی
ادی هورلی (انگلیسی: Eddy Heurlié؛ زادهٔ ۲۷ دسامبر ۱۹۷۷) بازیکن فوتبال اهل فرانسه است.
از باشگاه‌هایی که در آن بازی کرده‌است می‌توان به باشگاه فوتبال تروا اشاره کرد.
وی همچنین در تیم ملی فوتبال مارتینیک بازی کرده‌است.